# إمارة رفح الإسلامية
إمارة رفح الإسلامية كانت دولة إسلامية قصيرة العمر غير معترف بها تقع في رفح أسستها جماعة جند أنصار الله عندما أعلنوا الاستقلال في عام 2009، بعد عامين من سيطرة حماس على غزة.

## تصريح
أعلن زعيم جماعة جند أنصار الله عبد اللطيف موسى يوم الجمعة 14 آب / أغسطس 2009 بشكل غير متوقع إقامة إمارة إسلامية في قطاع غزة أمام مائة من أتباعه المسلحين في «مسجد ابن تيمية» في رفح بعد خطبة الجمعة. وأدان موسى خلال خطبته حماس لفشلها في تطبيق الشريعة الإسلامية و"عدم اختلافها عن الحكومة العلمانية".

## سقوط
سقطت في معركة رفح في نفس اليوم الذي تأسست فيه. فيما يتعلق بالخطبة باعتبارها تحديًا لحكمهم في قطاع غزة، حاصرت قوات حماس المسجد وطالبت من بداخله بالاستسلام. اندلعت تبادل لإطلاق النار في معركة استمرت سبع ساعات حيث أغلق مقاتلو حماس الحي بأكمله وأطلقوا قذائف آر بي جي على المسجد. وخلال الاشتباكات قتل 24 فلسطينيا وجرح أكثر من 130.  وكان من بين القتلى اثنا عشر من أعضاء جند أنصار الله ، وستة من أعضاء حماس وستة مدنيين ، من بينهم ثلاثة أطفال صغار تتراوح أعمارهم بين 8 و 10 و 13 عامًا. قال مسؤول في جهاز الأمن الوطني المصري إن صبيًا في الثالثة من عمره من مصر ، عبر الحدود بين مصر وقطاع غزة. أصيب بجروح بالغة بعيار ناري أصابته من القتال في قطاع غزة.  توجه مقاتل من حماس في وقت لاحق إلى منزل موسى لاعتقاله ، وقتل موسى نفسه ومقاتل حماس بتفجير حزام ناسف بعد محاصرته. قامت قوات حماس بتفجير منزله بالديناميت. واستشهد في القتال أبو جبريل شمالي قائد كتائب الشهيد عز الدين القسام التابعة لحركة حماس في جنوب قطاع غزة.  وتعتقد إسرائيل أن شمالي دبر عملية اختطاف الجندي الإسرائيلي جلعاد شاليط في غارة عبر الحدود في يونيو / حزيران 2006. ولم تسمح حماس بالتغطية الإعلامية للحدث ، ومنعت الصحفيين من دخول رفح أو إجراء مقابلات مع الجرحى.

## ما بعد الكارثة
وعقب الاشتباكات ، استنكر عدد من الجماعات الموالية للقاعدة حماس ووصفتها بأنها حركة مرتدة ارتكبت "مجزرة" واتهمت أفعال حماس بـ "خدمة مصالح المستوطنين الإسرائيليين في فلسطين والمسيحيون الذين يضطهدون المسلمين في أفغانستان والشيشان والعراق والصومال".
ونشرت المواقع الإلكترونية المرتبطة بحركة فتح فيما بعد لقطات على الهواتف المحمولة لما بدا أنه قيام حماس بإعدام مقاتلي جماعة جند أنصار الله خلال الاشتباك. وأظهر مقطع الفيديو نشطاء حماس وهم يجمعون عددا من مقاتلي جند أنصار الله في باحة مسجد ثم يقصونهم وسط إطلاق نار عنيف.  وشوهد بعض رجال جند أنصار الله مستلقين بلا حراك وينزفون على الأرض. في مشهدين ، بدا أن نشطاء حماس يطلقون النار على الأسرى بأسلوب الإعدام من مسافة قريبة ، وشوهدت الجثث تتساقط على الأرض.  في مشهد آخر ، شوهدت مجموعة من أسرى جند أنصار الله يقفون بلا حراك أمام جدار على بعد أمتار قليلة.  كما بثت القناة العاشرة الإسرائيلية تسجيلا لما قالت إنها قناة الاتصال العسكرية التابعة لحماس، وأمرت قوات حماس بإعدام الجميع.  ولم يصدر تعليق فوري من مسؤولي حماس.  لكن حماس نفت في السابق وقوع عملية إعدام في الموقع أو أن عناصر جند أنصار الله "ذبحوا".

## تفاعلات
بعد المعركة، تعهدت جماعة جند أنصار الله بمهاجمة مجمعات حماس والمساجد الموالية لحماس انتقاما. في 29 أغسطس، انفجرت قنابل داخل مجمع أمني وبالقرب من مسجد محسوب على حماس في مدينة غزة، بحسب مسؤولين أمنيين. لم يصب أحد في الهجمات. وأعلنت جماعة جند أنصار الجهاد والسنة، وهي جماعة لم تكن معروفة من قبل، مسؤوليتها عن الهجوم، معلنة: "نحث إخواننا مجاهدين على توحيد صفوفهم لشن حرب مؤلمة مشتركة ضد هؤلاء المرتدين الأوغاد [حماس] وإنهاء حكمهم". وقالت وكالة أسوشيتد برس إن "التفجيرين يبدو أنهما هجمات انتقامية ضد قادة حماس في غزة"، وأشارت إلى وجود صلة مع جند أنصار الله.

## أنظر أيضا
- إمارة كنر الإسلامية